# 赫拉斯特尼克市鎮

46°08′N 15°06′E / 46.133°N 15.100°E
赫拉斯特尼克市鎮，是斯洛文尼亞中部的一個市镇，行政中心为赫拉斯特尼克。市镇面積为59平方公里，2002年人口数量为10,121人，人口密度每平方公里170人。